# 12612 Daumier
12612 Daumier là một tiểu hành tinh vành đai chính với chu kỳ quỹ đạo là 1406.5683460 ngày (3.85 năm).
Nó được phát hiện ngày 24 tháng 9 năm 1960.